# Russell A. Alger
Russell Alexander Alger (Lafayette, 27 de febrero de 1836-Washington D. C., 24 de enero de 1907) fue un militar y político estadounidense. Sirvió en el Ejército de la Unión, fue financista y dueño de ferrocarriles. En política, se desempeñó como el vigésimo gobernador del estado de Míchigan, como senador por dicho estado y como Secretario de Guerra de los Estados Unidos, durante la administración presidencial de William McKinley.

## Biografía

### Primeros años
Nació el 27 de febrero de 1836 en el municipio de Lafayette en el condado de Medina. Sus padres fueron Russell y Caroline (Moulton) Alger. Quedó huérfano a los 13 años y trabajó en una granja para mantenerse a sí mismo y a sus dos hermanos menores. Asistió a la Academia Richfield en el condado de Summit, y enseñó en una escuela de campo durante dos años.
Estudió derecho en Akron, ingresó en el colegio de abogados y comenzó la práctica legal en Cleveland en marzo de 1859. Al año siguiente se mudó a Grand Rapids, donde se casó con Annette Henry en 1861 y donde ingresó al negocio de la madera para la construcción.

### Guerra de Secesión
Se alistó como soldado privado en la Guerra de Secesión el 2 de septiembre de 1861. Fue comisionado y sirvió como capitán y comandante en el segundo Regimiento de Caballería de Míchigan.
El 28 de febrero de 1863, fue ascendido a coronel de la 5.° Caballería de Míchigan. Su comando fue el primero en ingresar a Gettysburg, el 28 de junio, y fue especialmente mencionado en el informe del general George Armstrong Custer sobre operaciones de caballería allí. Alger fue considerado un estratega militar y estuvo con el presidente Abraham Lincoln en el campo de batalla inspeccionando los suministros de la Unión. Mientras perseguía al enemigo el 8 de julio, fue gravemente herido en Boonesborough. En 1864 participó en las campañas del general Philip Sheridan en Virginia. El 11 de junio de 1864, en la batalla de la estación Trevillian, capturó una gran fuerza de confederados con una carga de caballería. Renunció al ejército el 20 de septiembre de 1864.
El 13 de enero de 1866, el presidente Andrew Johnson lo nominó para el grado de brigadier general de voluntarios; el Senado confirmó el rango el 12 de marzo de 1866. El 28 de febrero de 1867, el presidente Johnson lo nominó al rango de mayor general de voluntarios el 11 de junio de 1865, siendo confirmado por el Senado el 2 de marzo de 1867.
En tres años, sirvió en 66 batallas y escaramuzas diferentes. En 1868, fue elegido primer comandante del departamento de Míchigan del Gran Ejército de la República, y en 1889 se convirtió en su comandante en jefe nacional en el 23.° Campamento Nacional en Milwaukee.

### Carrera empresarial
Después de la guerra civil, se estableció en Detroit como jefe de Alger, Smith & Company y Manistique Lumbering Company. Su gran bosque de pinos en el lago Hurón comprendía más de 260 kilómetros cuadrados y producía anualmente más de 180.000 metros cúbicos de tablas de madera. Para transportar la madera, creó los Ferrocarriles Detroit, Bay City y Alpena, desempeñándose como presidente. A comienzos del siglo XX, él y un terrateniente de Florida, Martin Sullivan, establecieron la Alger-Sullivan Lumber Company, que producía madera en Foshee y Century.

### Carrera política

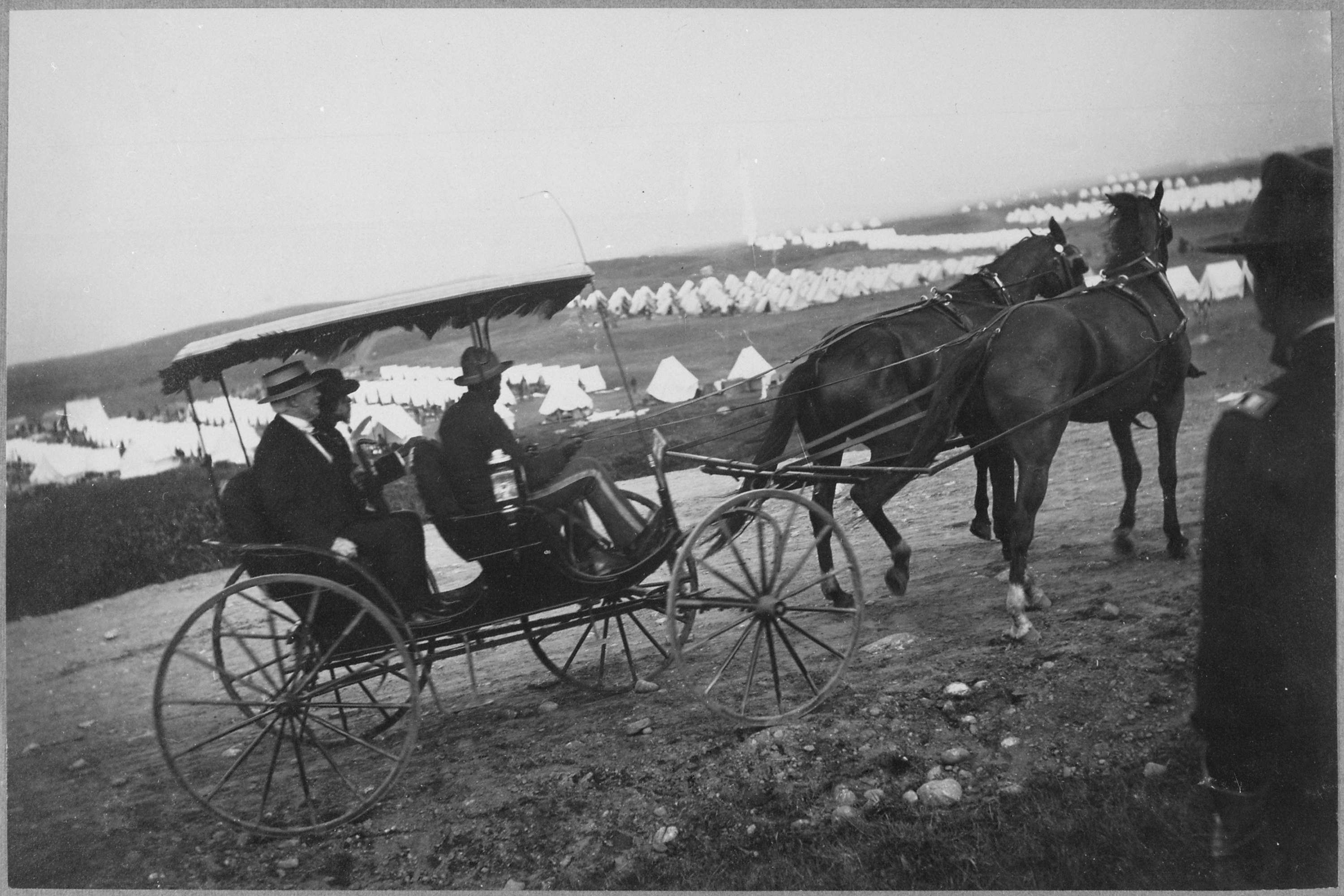
Alger como secretario de guerra revisando a los soldados que regresaron de la guerra hispano-estadounidense en 1898 en Camp Wikoff, Nueva York.

En 1884 fue elegido gobernador de Míchigan, descartando la reelección en 1886. En las elecciones presidenciales de 1888 fue elector republicano.
Fue nombrado Secretario de Guerra de los Estados Unidos en el gabinete del presidente William McKinley, el 5 de marzo de 1897. En el cargo, recomendó aumentos de sueldo y de rango para el personal militar que desempeñara funciones en embajadas y legaciones extranjeras. Recomendó una legislación para autorizar a un segundo subsecretario de Guerra y recomendó una fuerza de policía para Cuba, Puerto Rico y Filipinas.
Fue criticado por la preparación inadecuada y el funcionamiento ineficiente del departamento de Guerra durante la guerra hispano-estadounidense, especialmente por su nombramiento de William Rufus Shafter como líder de la expedición cubana. El «algerismo» se convirtió en un epíteto para describir la incompetencia declarada del Ejército, especialmente en comparación con el desempeño más estelar de la Armada. Alger renunció a petición del presidente McKinley, el 1 de agosto de 1899. En 1901 publicó un libro sobre la guerra.
El 27 de septiembre de 1902, fue nombrado por el gobernador de Míchigan, Aaron T. Bliss, en el Senado de los Estados Unidos para cubrir la vacante causada por la muerte de James McMillan. Posteriormente fue elegido por la Legislatura del Estado de Míchigan para el Senado en enero de 1903. Sirvió hasta su muerte en Washington D. C. en 1907. Fue presidente del Comité del Senado sobre Ferrocarriles del Pacífico durante el 59.° Congreso. Fue sepultado en el cementerio de Elmwood en Detroit.

## Homenajes
Alger, una pequeña comunidad en la península inferior de Míchigan recibió su nombre en 1882. Es una pequeña comunidad ubicada en el área de la península inferior donde supervisó las operaciones de transporte de madera y ferrocarriles. Además, el condado de Alger, en la península superior de Míchigan, fue fundado en 1885.
En mayo de 1898, el Departamento de Guerra estableció el Campo Russell A. Alger en una granja de 5,7 kilómetros cuadrados llamada «Woodburn Manor» cerca de las pequeñas comunidades de Falls Church y Dunn Loring (Virginia). En su breve existencia, 23.000 hombres se entrenaron allí para servir en la guerra hispano-estadounidense. Ante una epidemia de fiebre tifoidea, el campo fue abandonado el mes que terminó la guerra (en agosto de 1898) y se vendió al mes siguiente. Es conmemorado por un marcador histórico oficial de Virginia.
También en 1898, se hizo una película, titulada General Wheeler and Secretary of War Alger at Camp Wikoff, que documenta una visita oficial de Alger como Secretario de Guerra. Camp Wikoff estaba en estado de Nueva York, y este fue un evento que permitió a la administración de McKinley obtener el apoyo de los periódicos neoyorkinos.
Un monumento del escultor Carlo Romanelli de Detroit, que consiste en un busto de bronce de Alger montado sobre un pedestal de piedra, se encuentra en los terrenos del edificio William G. Mather en Munising. Fue erigido en junio de 1909, con fondos proporcionados por los herederos de Alger y por la Junta de Educación de las Escuelas del Municipio de Munising. Una Fuente Conmemorativa en Grand Circus Park, donde se cruzalas avenidas East Adams y Woodward en el Downtown de Detroit, realizada por el escultor Daniel Chester French y el arquitecto Henry Bacon, fue dedicada a Alger en 1921.
Calles con su nombre se encuentran en Black River y Lincoln. El campamento Alger se encontraba a poca distancia del lago Mud (ahora Jewell Lake) en el condado de Alcona.
El monumento a la guerra de Grosse Pointe Farms se encuentra en una de las antiguas casas de la familia Alger.
El vecindario de Alger Heights en Grand Rapids lleva su nombre.
En 1942, se planificó un clase Liberty llamado SS Russell A. Alger, pero se canceló antes de la construcción.

## Obra
- The Spanish–American War. Kessinger Publishing. 1901.